# ヴェノム (バンド)
ヴェノム（Venom）は、イングランド出身のスリーピース・ヘヴィメタル・バンド。
1980年代のNWOBHM期に台頭したグループの1つで、「エクストリーム・メタル」の分野において、その音楽性・世界観の基礎を創り上げた始祖的な存在として知られる。

## 概要
1981年にファースト・アルバム『ウェルカム・トゥ・ヘル』を地元ニューカッスルのニート・レコードから発表。
1985年には『ポセスド』を発表し、1987年には来日公演も果たす。来日直前にマンタス (ギター)が脱退、マイカス (ギター)、ジム・クレア (ギター)の加入でツインギターとなる。その後、クロノスが脱退しアル・バーンズ (ギター)、デモリション・マン (ベース、ボーカル)が加入。
1997年の『キャスト・イン・ストーン』発表時には結成当時のラインナップの再結成を果たすが、2000年にはアバドンが脱退し、クロノスの弟であるアントン (ドラム)が加入。2002年にはマンタスが脱退、マイカスが復帰する。
2007年初頭にマイカスが再び脱退、2009年にはアントンに替わりダンテ (ドラム)が加入した。現在もバンドは活動を続けている。
アクシデント
- 2006年9月に行われた「THRASH DOMINATION 06」に出演する予定であったが、クロノスが肺炎に罹り、結局来日はキャンセルされた[3]。
- 2014年4月に予定されていた「KABUTO METAL 14」に出演が決まっていたが、この時も諸般の事情によりキャンセルとなった。

## スタイル

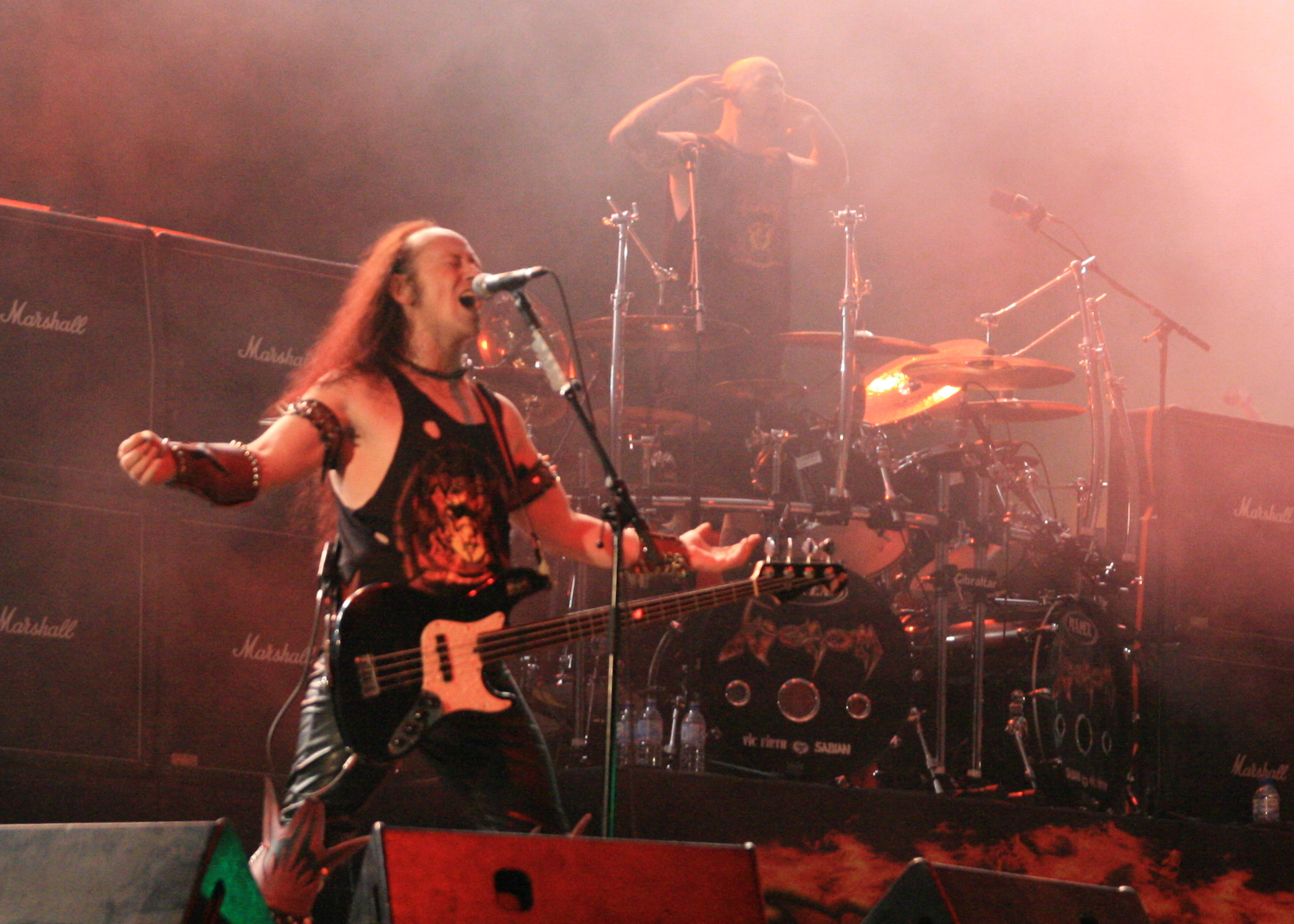
フランス・クリソン公演 (2008年6月)

特徴としてよく挙げられるのは、状態の良くない録音、がなりたてるボーカルや特に初期の粗削りな演奏が「恐怖感」を掻き立てるホラー的な音楽性で、「恐怖」を前面に押し出したイメージやダークな世界観などで、音楽的には同世代の「モーターヘッド」と比較された。NWOBHM系バンドでも異色と評され、その音楽性は、後のスピードメタル、スラッシュメタル、ブラックメタルなどを包括する「エクストリーム・メタル」の原点になった。しかし、演奏技術の向上やメンバー・チェンジを経て、初期のような個性は徐々に薄れていき、バンドの人気は低迷の一途を辿ってしまう。
歌詞の中には、サタニズム、地獄、反キリストなど一般的に「不道徳」とされる言葉が並び、これらのテーマは様々なメタル・バンドに影響を与えたが、ヴェノムの歌詞はあまりシリアスな雰囲気やグロテスクな感じを与えるものではない（これは曲の雰囲気が寄与するところもあるかもしれない）。またジャンル名のブラックメタルは彼等のセカンド・アルバムに因んでいる。

## メンバー
※2020年5月時点

### 現ラインナップ
- クロノス (Conrad "Cronos" Lant) - ボーカル、ベース (1979年-1987年、1995年-2002年、2005年- )
- レイジ (Stuart "La Rage" Dixon) - ギター (2007年– )
- ダンテ (Danny "Dante" Needham) - ドラムス (2009年– )

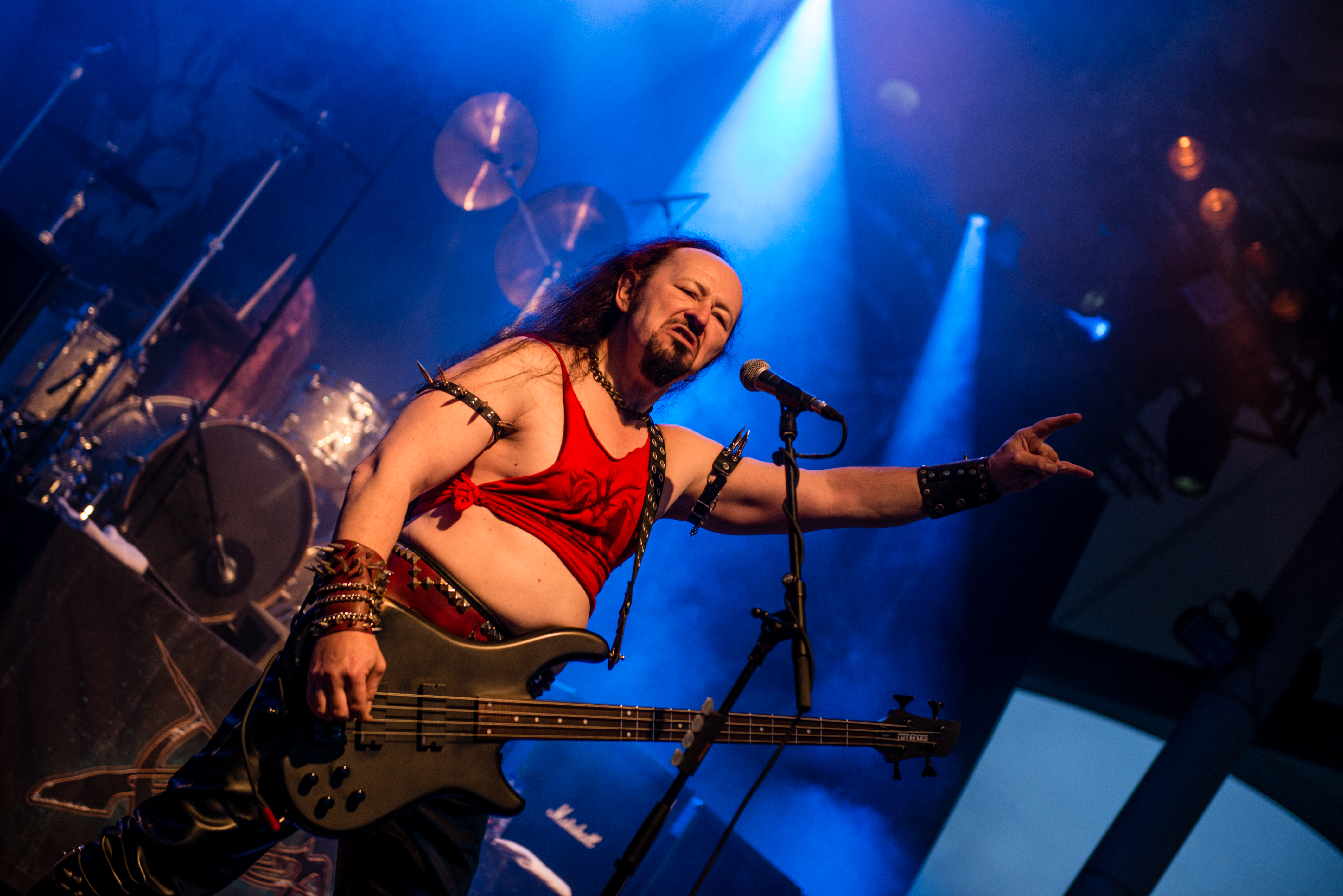
クロノス(Vo/B) 2015年
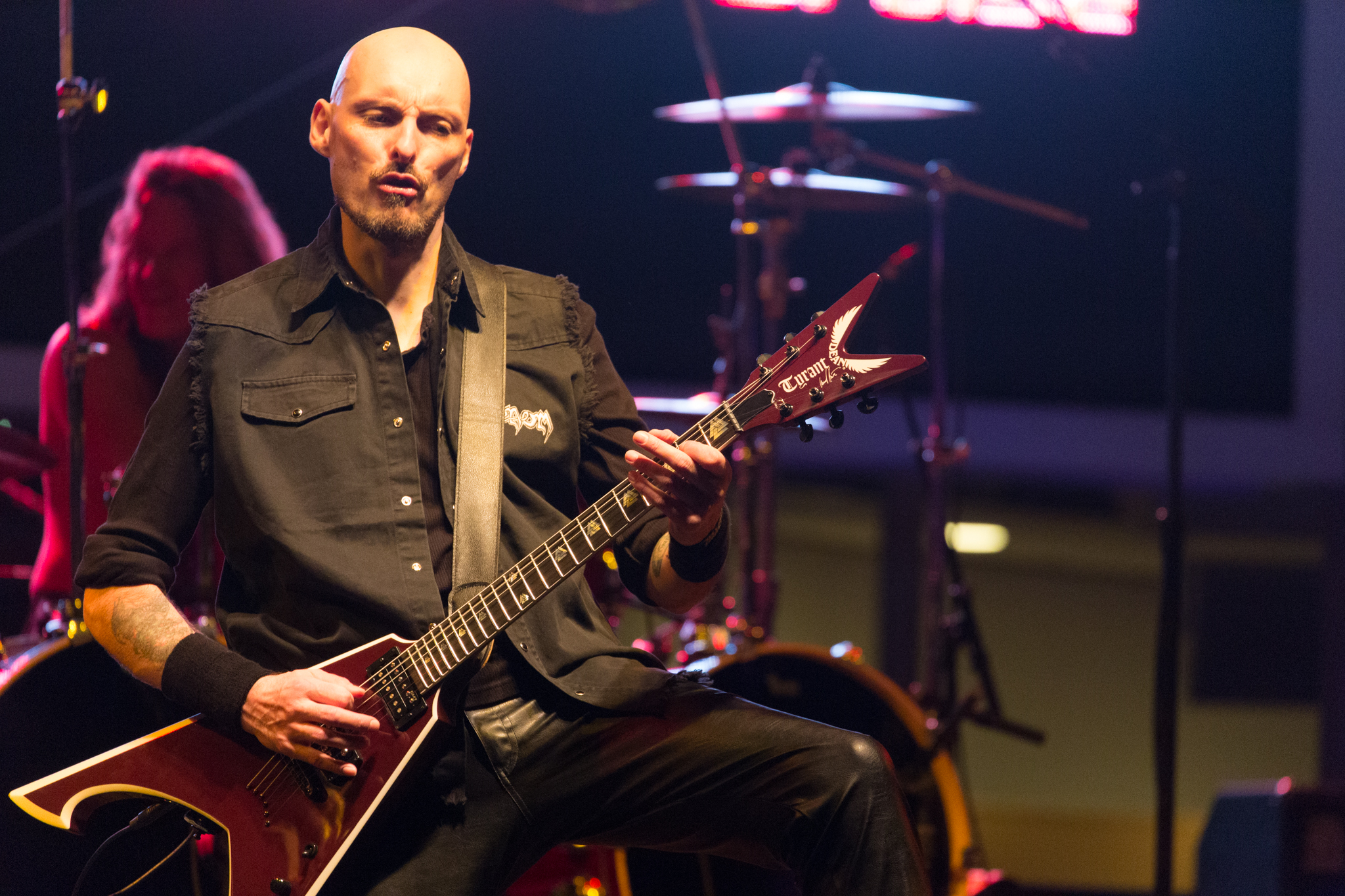
レイジ(G) 2015年
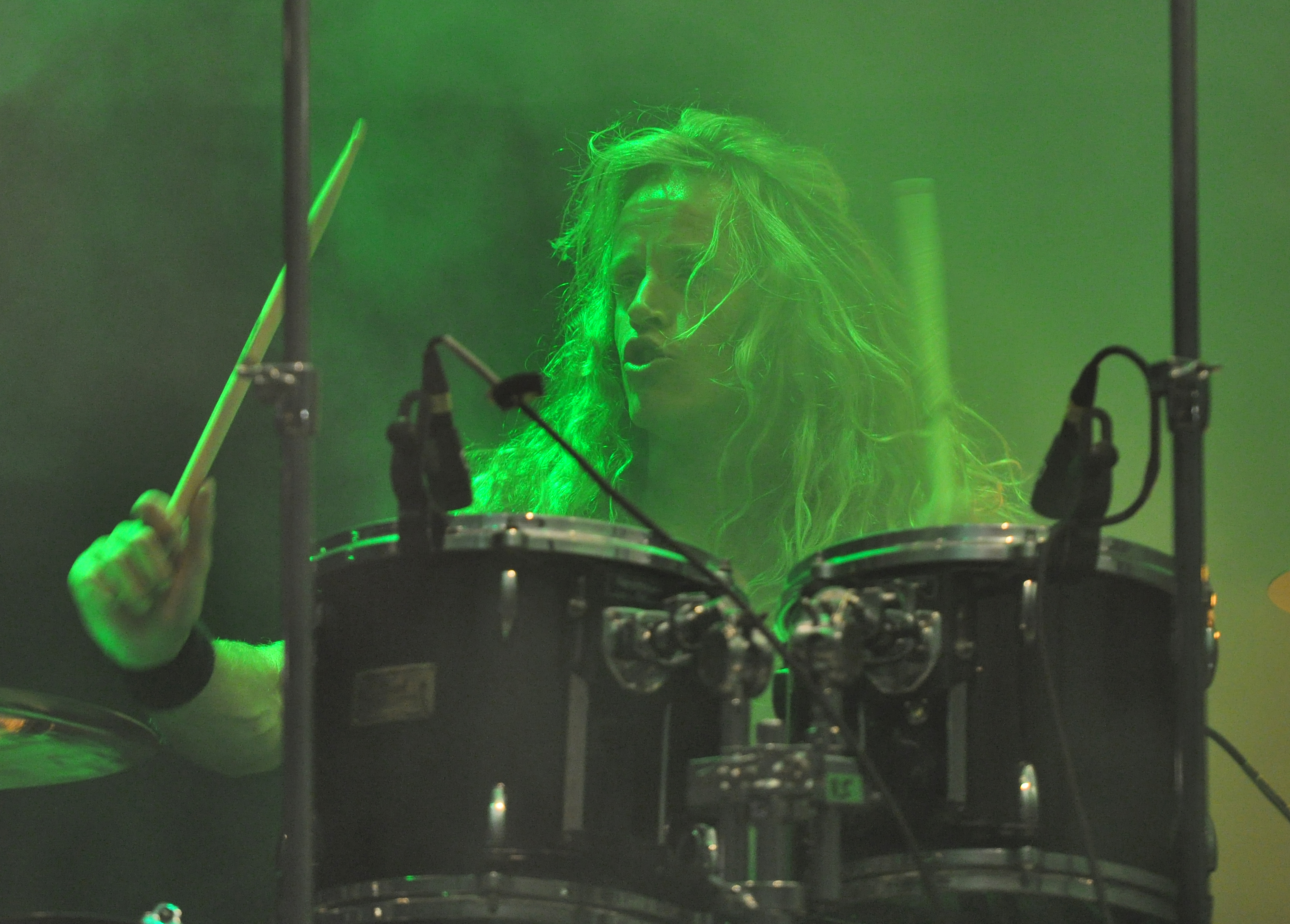
ダンテ(Ds) 2013年

### 旧メンバー
- マンタス (Jeffrey "Mantas" Dunn) - ギター (1979年-1985年、1989年-1992年、1995年-2002年)
- アバドン (Anthony "Abaddon" Bray) - ドラムス (1979年-1992年、1995年-1999年)
- ジーザス・クライスト (Clive "Jesus Christ" Archer) - ボーカル (1979年-1980年)
- マイカス (Mike "Mykvs" Hickey) - ギター (1987年、2005年-2007年)
- ジム・クレア (Jim Clare) - ギター (1987年)
- デモリション・マン (Tony "Demolition Man" Dolan) - ボーカル、ベース (1989年-1992年)
- アル・バーンズ (Al Barnes) - ギター (1989年-1991年)
- V.X.S (Trevor "V.X.S" Sewell) - キーボード (1991年-1992年)
- ウォー・マニアック (Steve "War Maniac" White) - ギター (1992年)
- アントン (Anthony "Antton" Lant) - ドラムス (1999年-2002年、2005年-2009年)

## ヴェノム Inc.
ヴェノム Inc.（Venom Inc.、ヴェノム・インク）は、イングランド出身のスリーピース・ヘヴィメタル・バンド。

### もう一つのヴェノム
NWOBHMムーブメントが終息すると創設メンバーの折り合いが悪い時期があり、時代によって集合離散を繰り返し、オリジナル・ラインナップはあまり長続きしなくなった。クロノスやマンタスは離脱した時期に、それぞれソロやリーダー・バンド（「Cronos」「Mantas」「M-pire of Evil」など）を結成し、独自にヴェノムを継承した活動をしたこともある。
2015年、エンパイア・オブ・イーヴルで活動中だったマンタスとトニー・ドーラン（デモリション・マン）に、創設メンバーであるアバドンが合流して「ヴェノム Inc.」を結成し、同年に来日公演も実現した。
2017年、ファースト・アルバム『アヴェ』をリリース。その後、アバドンは降板してしまったが、新メンバーのジェレミー・クリングが加入して活動を継続していたが彼も2023年11月に脱退し、代わりにM-pire of Evilに参加していたマーク・ジャクソンが加入した。2024年4月、今度はマンタスが心臓発作を起こしてツアーを降板し、代理としてカラン・マーフィーが加入してツアーを継続した。2024年12月、マンタスは病気や私生活での不幸を理由にバンドを脱退した。

### メンバー
※2024年12月時点

#### 現ラインナップ
- トニー・ドーラン (Tony "Demolition Man" Dolan) - ボーカル、ベース (2015年-現在 )
- マーク・ジャクソン (Marc "JXN" Jackson)- ドラムス (2024 年-現在)

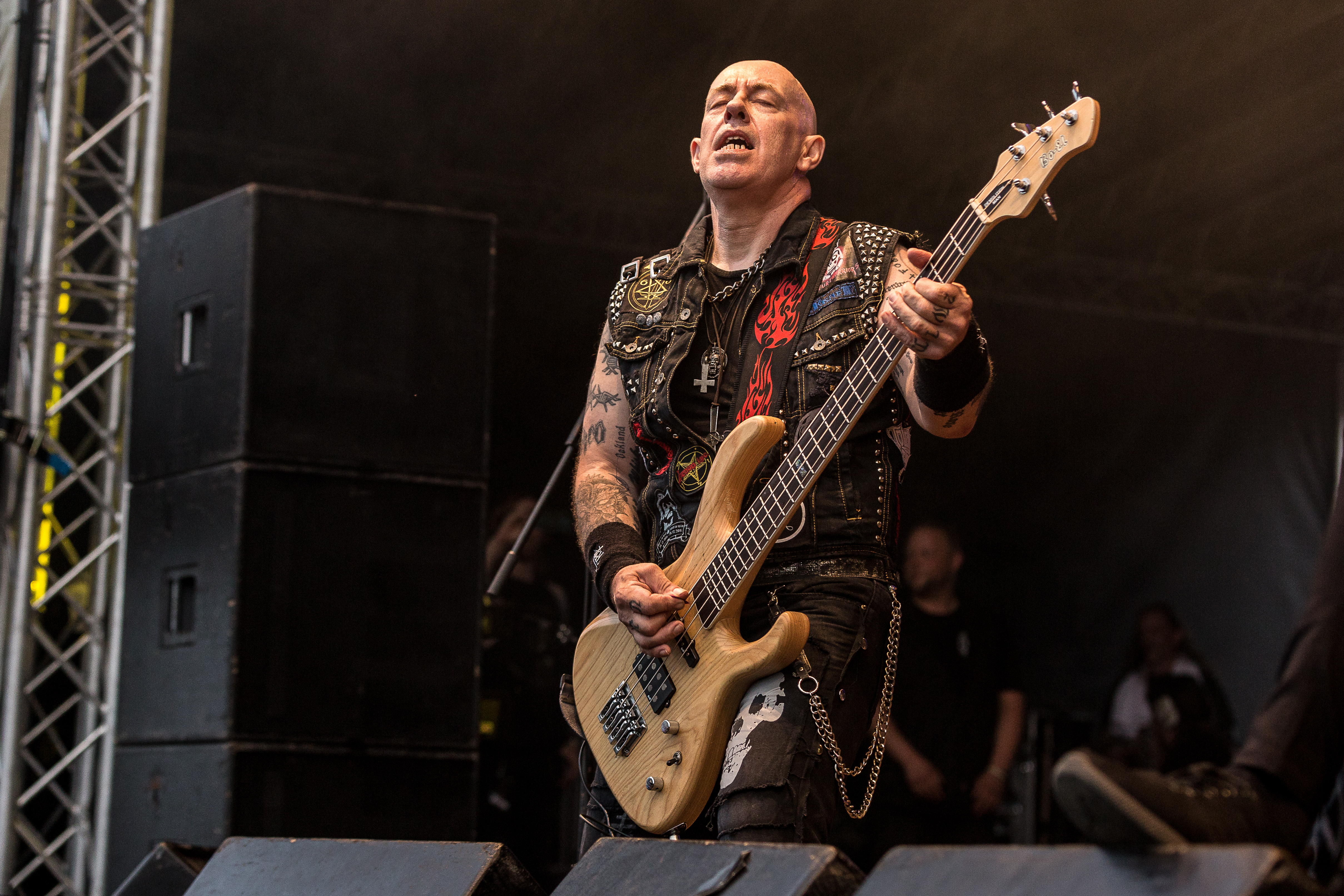
トニー・ドーラン(Vo/B) 2019年

#### 旧メンバー
- アバドン (Anthony "Abaddon" Bray) - ドラムス (2015年-2019年)
- ジェレミー・クリング (Jeramie Kling) - ドラムス (2019年-2023年 )
- マンタス (Jeffrey "Mantas" Dunn) - ギター (2015年-2024年 )

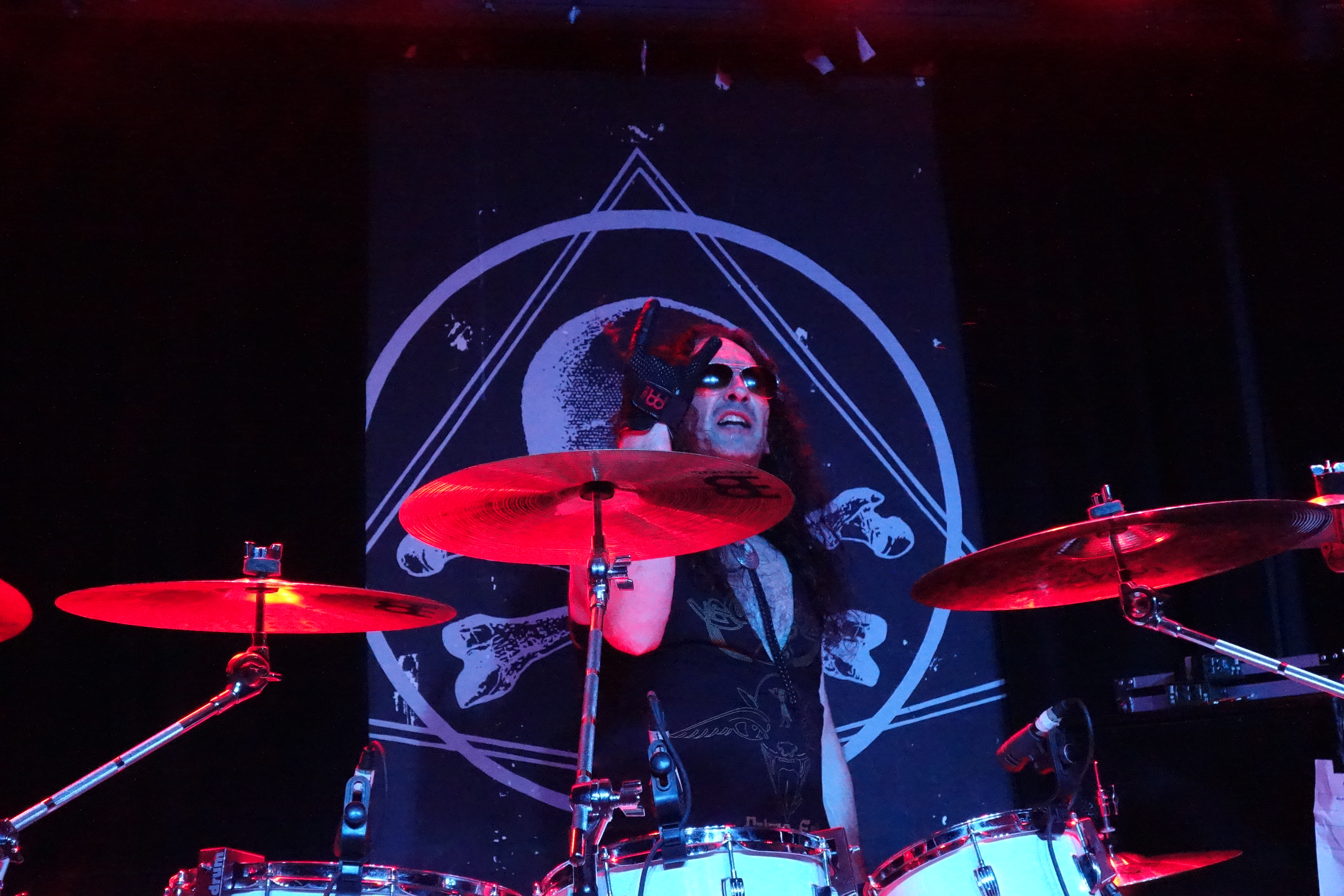
アバドン(Ds) 2016年
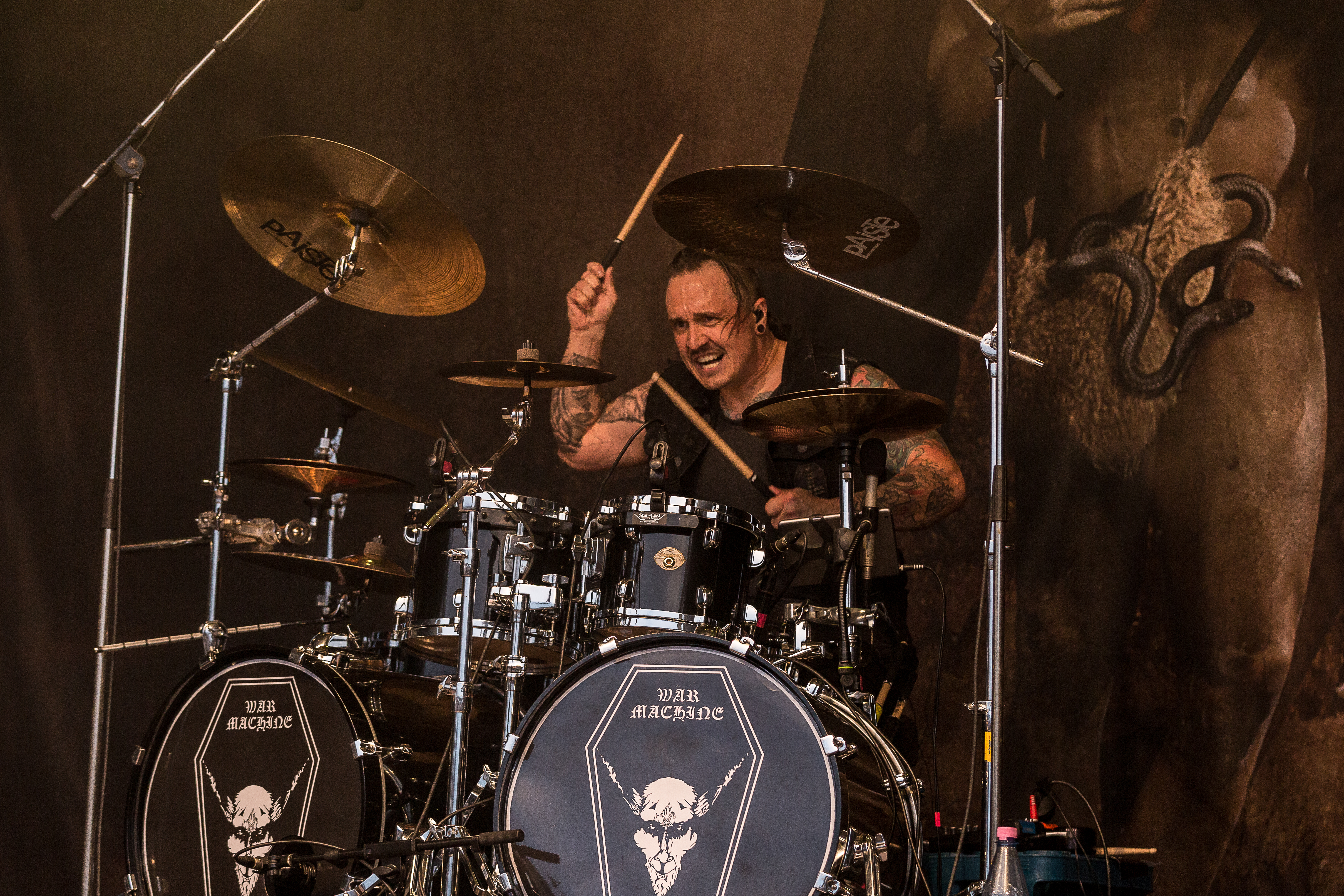
ジェレミー・クリング(Ds) 2019年
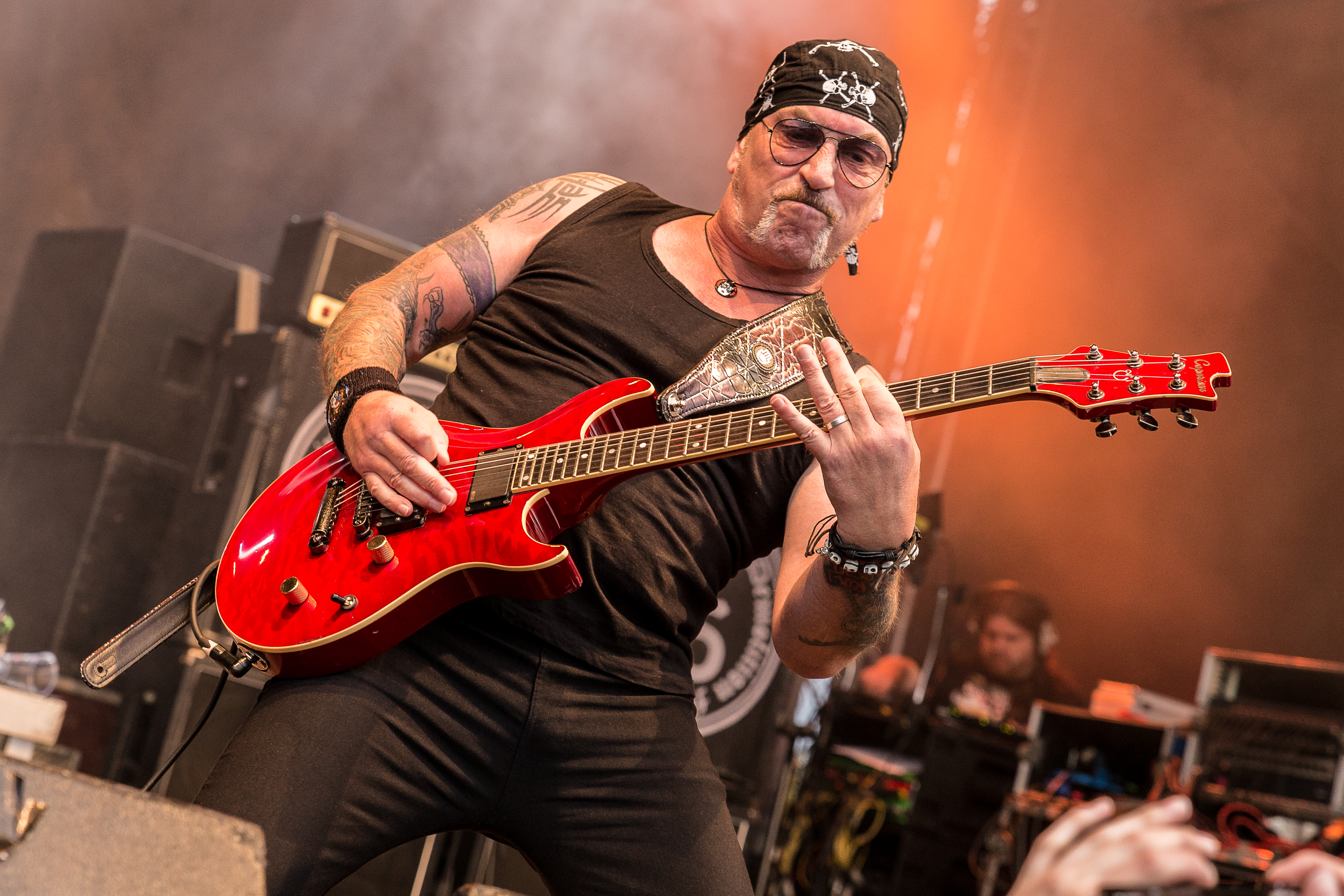
マンタス(G) 2019年

#### サポートメンバー
- ニック・バーカー(Nick Barker)– ドラムス（2022）
- マイク・ヒッキー(Mike Hickey) – ギター（2023）
- カラン・マーフィー(Curran Murphy) – ギター（2024年〜現在）

## ディスコグラフィ

### スタジオ・アルバム
- 『ウェルカム・トゥ・ヘル』 - Welcome to Hell (1981年)
- 『ブラック・メタル』 - Black Metal (1982年)
- 『アット・ウォー・ウィズ・サタン』 - At War with Satan (1984年)
- 『ポセスド』 - Possessed (1985年)
- 『カーム・ビフォー・ザ・ストーム』 - Calm Before the Storm (1987年)
- 『プライム・イヴル』 - Prime Evil (1989年)
- Temples of Ice (1991年)
- The Waste Lands (1992年)
- 『キャスト・イン・ストーン』 - Cast in Stone (1997年)
- 『レザレクション』 - Resurrection (2000年)
- 『メタル・ブラック』 - Metal Black (2006年)
- 『ヘル』 - Hell (2008年)
- Fallen Angels (2011年)
- From the Very Depths (2015年)
- Storm the Gates (2018年)

### EP
- Canadian Assault (カナダ、1984年)
- American Assault (アメリカ、1985年)
- French Assault (フランス、1985年)
- Scandinavian Assault (スウェーデン、1985年)
- German Assault (ドイツ、1985年)
- 『ジャパニーズ・アソールト』 - Japanese Assault (日本、1985年)
- 『ヘル・アット・ハマースミス』 - Hell at Hammersmith (イギリス、1985年)
- Tear Your Soul Apart (1990年)
- Venom '96 (イギリス、1996年)
- 100 Miles to Hell (イギリス、2017年)

### ライブ・アルバム
- Official Bootleg (1985年)
- 『小夜曲』 - Eine kleine Nachtmusik (1986年)
- The Second Coming (1997年)
- Witching Hour (2003年)

### コンピレーション・アルバム
- From Hell to the Unknown... (1985年)
- The Singles 80-86 (1986年)
- Acid Queen (1991年)
- In Memorium (1991年)
- The Book of Armageddon (1992年)
- Kissing the Beast (1993年)
- Leave Me in Hell (1993年)
- 『スケルトンズ・イン・ザ・クローゼット』 - Skeletons in the Closet (1993年)
- New, live and Rare (1998年)
- Old, New, Borrowed and Blue (1999年)
- Buried Alive (1999年)
- From Heaven to the Unknown (1999年)
- The Venom Archive (2001年)
- Lay Down your Soul! (2002年)
- 『ベスト・オブ・ヴェノム』 - In League with Satan (2003年)
- The Seven Gates of Hell - The Singles 1980-1985 (2003年)
- Sons Of Satan (Rare And Unreleased) (2020年)

### ボックス・セット
- Here lies Venom (1985年)
- Triple Dose of Venom (2001年)
- MMV (2005年)
- Assault! (2017年)
- In Nomine Satanas (2019年)

### ヴェノム Inc.

#### スタジオ・アルバム
- 『アヴェ』 - Avé (2017年)
- 『ゼアズ・オンリー・ブラック』 - There's Only Black (2022年)